# Francis Tomé
Francisco José Tomé González, más conocido como Francis Tomé (n. Málaga, España, 1973), es un entrenador español de baloncesto que actualmente está sin equipo.

## Biografía
Es un técnico de baloncesto malagueño, que permaneció más de 20 años en las distintas categorías del Unicaja Málaga trabajando en la  formación de los jugadores de cantera.
En 2012, se hace cargo del filial del Unicaja Málaga, el Instituto de Fertilidad Clínicas Rincón que militaba en LEB Plata, tras conseguir ascenderlo a Liga LEB Oro, estuvo temporada y medio más al frente del segundo equipo del Club hasta que fue relevado de su cargo en enero de 2015.
Tras ser cesado, el técnico malagueño se desvinculó totalmente de Unicaja, y se compromete con el CB Marbella para ser director técnico.
En la temporada 2017-18, se hace cargo del CB Marbella para dirigirlo en Liga EBA. Al término de la temporada, renovaría otra temporada más.
La temporada 2020-2021, recaló en el Asisa Alhaurín de la Torre donde consigue el ascenso a la Liga Femenina 2.
El 21 de junio de 2021, firma como entrenador del UBU Tizona de LEB Plata. El 7 de abril de 2022, justo antes de los play-offs, es destituido como entrenador del conjunto burgalés.

## Trayectoria como entrenador
- 2008-2009: Unicaja Málaga. Cadete Masculino. Entrenador.
- 2008-2009: CD El Palo. Director deportivo.
- 2010-2011: Unicaja Málaga B. Liga EBA. Entrenador.
- 2011-2012: Clínicas Rincón Benahavís. Liga LEB Oro. Entrenador ayudante.
- 2012-2013: Instituto de Fertilidad Clínicas Rincón. Liga LEB Plata. Entrenador.
- 2013-2015: Instituto de Fertilidad Clínicas Rincón. Liga LEB Oro. Entrenador.
- 2015-2017: CB Marbella. Director deportivo.
- 2017-2019: CB Marbella La Cañada. Liga EBA. Entrenador.
- 2020-2021: CB Alhaurín de la Torre. Primera Nacional femenina.
- 2021-2022: UBU Tizona. LEB Plata. Entrenador.